# 4104 Alu
4104 Alu è un asteroide della fascia principale. Scoperto nel 1989, presenta un'orbita caratterizzata da un semiasse maggiore pari a 2,5434816 UA e da un'eccentricità di 0,1042696, inclinata di 15,69656° rispetto all'eclittica.
L'asteroide è dedicato all'astronomo statunitense Jeff Alu.